# Big River (riu californià)
El Big River és un riu al comtat de Mendocino, Califòrnia, amb ls seves 41.7-milla-long (67.1 km) davalla des de la California Coast Ranges fins a l'oceà Pacífic a la localitat de Mendocino, comtat de Mendocino, Califòrnia. Des de la desembocadura, les aigües salobres s'estenen 8 milles (13 km) aigües amunt, constituint-se en l'estuari no urbanitzat més llarg de l'estat.

## Història

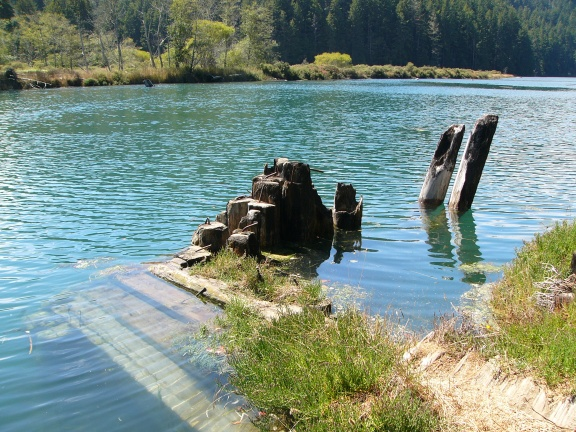
Restes de l'antic boom forestal

Contacte pre-europeu, les terres al voltant del Big River pertanyien als me-tum'mah, o mitom pomo. Aquesta tribu dels Pomo del Nord vivia a la zona de Little Lake Valley prop de Willits i reclamaven la costa des del sud del riu Noyo a l'actual Fort Bragg, fins al nord del riu Navarro, a divuit milles al sud. Tenien un assentament, Buldam, a la riba nord, prop de la desembocadura, però se'n desconeix la ubicació precisa i les fonts sobre la seva data d'assentament són contradictòries.
Big River rebé el nom de les sequoies gegants que antigament s'estenien a les seves ribes; apareix com Arroyo Grande en un diseño de la concessió de terres mexicanes d'Albion el 30 d'octubre del 1844.
La indústria de la fusta domina la zona des de la dècada de 1850, quan es construí a primera serradora a l'anomenada Mendocino City (avui dia Mendocino). La serradora es va construir als penya-segats amb accés a la desembocadura del riu d'on es podia carregar la fusta tallada als vaixells mitjançant una rampa.Al riu es construïren preses splash, les comportes de les quals, s'obrien a l'hivern per tal d'"escombrar" els troncs aigües avall fins als graus que evitaven que els troncs arribessin a la mar. Aquest mètode de transport de troncs augmentà l'erosió, eliminà les restes llenyoses i enterrà els afloraments de còdols grossos. Les operacions de tala afectaren especialment l'estuari, que va servir com a bassa de la serradora des del 1852 fins a 1938.

## Conca hidrogràfica curs
La conca hidrogràfica del riu Big drena 181 milles quadrades (470 km2), des de la California Coast Ranges fins a l'oceà Pacífic a la vila de Mendocino, a unes 10 milles al sud de Fort Bragg. La conca del riu Big limita amb les conques del riu Noyo al nord, els rius Eel i Russian a l'est i els rius Little, Albion i Navarro al sud.
La capçalera del riu comença a Mendocino Range, part de la California Coast Ranges a una altitud d'aproximadament 2800 peus (865 m),  30 milles (48 km) terra endins des de l'oceà Pacífic . A la capçalera rep les aigües del Montgomery Creek, el qual travessa l'hàbitat riberenc de les terres altes i les sequoies del bosc primari de la Reserva Estatal de Montgomery Woods. Des d'allà, el riu davalla més o menys cap a l'oest a través del Jackson Demonstration State Forest. Les parts inferiors del riu passen pel Mendocino Woodlands State Park i la Big River Unit del Mendocino Headlands State Park abans d'arribar a la desembocadura del riu a l'oceà Pacífic just al sud de la vila de Mendocino .
L'estuari del riu Big és l'estuari no urbanitzat més llarg de l'estat. Des de la desembocadura, les salines aigües oceàniques arriben fins a 8.3 milles (13.4 km) riu amunt a l'estiu i 3 milles (5 km) a l'hivern, quan els cabals d'aigua dolça són majors. La ria ha estat durant molt de temps d'interès per la conservació per la seva bellesa i recursos naturals. El Servei de Pesca i Fauna Salvatge dels Estats Units designà l'estuari per a la seva protecció l'any 1980 en el marc del Programa Nacional d'Ecosistemes de Vida Silvestre Únics i Significatius. Tot i que aquesta proposta no obtingué les proteccions desitjades, l'estuari rebé protecció ambiental el 2002, quan Mendocino Land Trust va comprar una parcel·la de 7.334 acres a la Hawthorne Timber Company. La terra passà a custòdia de la California State Parks com a part del Mendocino Headlands State Park. L'any 2010 les aigües de l'estuari van ser designades com a Àrea Estatal de Conservació Marina d'acord amb la Marine Life Protection Act (llei de protecció de la vida marina).

## Hàbitat i ecologia
El Big River és alimentat per les precipitacions, el 90% de les quals cau entre octubre i abril. La precipitació mitjana anual és de 40 polzades (1,000 mm) a la costa de Fort Bragg i 51 polzades (1,300 mm) terra endins a Willits. El clima hivernal es caracteritza per pluges febles. Els estius són secs i frescos, amb boira costanera. El riu proporciona un lloc per a activitats recreatives i recàrrega d'aigües subterrànies per a l'ús agrícola i industrial de l'aigua per a la comunitat de Mendocino.
El riu Big proporciona un hàbitat d'aiguamolls per a la vida salvatge i un hàbitat d'aigües dolces i fredes per a la migració i la fresa dels peixos. Les poblacions de salmònids anàdroms nadiues del Big River estan catalogades com a amenaçades o en perill d'extinció segons la Endangered Species Act. Entre aquests hi ha: el salmó platejat (Oncorhynchus kisutch), salmó reial (Oncorhynchus tshawytscha) i la truita steelhead (Oncorhynchus mykiss). Entre altres peixos autòctons hi ha la lamprea anàdroma del Pacífic (Lampetra tridentata ), Cottus spp., punxoset (Gasterosteus aculeatus) i Castomus occidentalis.
L'estuari del riu Big ofereix un hàbitat essencial de zones humides i té potencial per proporcionar un hàbitat crític per als salmònids. Les fortes influències marines a l'estuari del riu Big estan lligades a una diversitat de peixos. Clupea pallasii pon els seus ous a l'estuari,  Cymatogaster aggregata i Syngnathus leptorhynchus donen a llum a l'estuari, i Pleuronectes vetulus i Sebastes caurinu migren a l'estuari. Moltes espècies de peixos marins també entren a l'estuari estacionalment per a alimentar-se, com  Spirinchus starski, mentre que diverses espècies costaneres entren i surten de l'estuari durant tot l'any, com ara  Scorpaenichthys marmoratus,  Oligocottus maculosus i  Hexogram decagram (una alga verda).
El castor americà (Castor canadensis subauratus) fou reintroduït al Big River a principis i mitjans del segle XX malgrat l'extirpació a la Febre de la pell de Califòrnia de finals del segle XVIII i principis del XIX. JG Hall va recollir un exemplar 10 milles (16 km) a l'est de Mendocino al riu Big a una altitud, ubicació precisa 39.31148, -123.6396) el 1966 per a la col·lecció de mamífers de l'Acadèmia de Ciències de Califòrnia . Els estanys fets pels castors ajuden a restaurar l'hàbitat dels salmònids capturant sediments i millorant la qualitat de l'aigua, proporcionant piscines per als salmònids juvenils durant l'estiu, elevant els nivells freàtics que recarreguen els rierols a l'estació seca, augmentant l'àrea d'hàbitat aquàtic i riberenc que proporciona cobertura de peixos i atenuant els fluxos de dels aiguats. Una recent revisió bibliogràfica exhaustiva dels efectes dels embassaments de castors sobre els peixos il·lustra que la pèrdua de castors estava directament relacionada amb una disminució significativa de la població de salmònids de Califòrnia ara amenaçats o en perill d'extinció, incloses tres espècies que figuren a l'Endangered Species Act: salmó platejat (Oncorhynchus kisutch, en perill d'extinció), Oncorhynchus kisutch i salmó reial (Oncorhynchus kisutch) i Oncorhynchus tshawytscha, amenaçats).
D'altres mamífers semiaquàtics que viuen al Big River son la llúdriga canadenca (Lontra canadensis) i el visó americà (Neogale vison).

## Ús del sòl
La producció de fusta és l'ús principal del sòl a la zona. La California Lumber Company va construir la primera serradora a la costa del comtat de Mendocino a la desembocadura del riu el 1852. El 1873 el nom de l'empresa canvià a Mendocino Lumber Company i la serradora era la més important del comtat de Mendocino. El molí va funcionar fins al 1931, i es va reobrir breument el 1938 per a serrar troncs recuperats quan a la costa es trencà una bassa de troncs . Els troncs arribaven a l'estany de la serradora durant la descàrrega anual d'aigua de les preses splash, o directament a la serradora mitjançant un ferrocarril que s'estenia 9 milles (14 km) aigües amunt del riu Big.
El riu North Fork Big fou tallat per la Caspar Lumber Company. Els troncs eren traslladats 35 milles (56 km) fins a la serradora de Caspar des del Camp 20 a la ruta estatal de Califòrnia 20 (millepost MEN 17.3) per Caspar, South Fork i Eastern Railroad . Els boscos de la Caspar Lumber Company es van convertir en el Jackson Demonstration State Forest el 1955. Jackson State Forest forma aproximadament un terç de l'àrea de la conca hidrogràfica, i les terres propietat de Mendocino Redwood Company, Pioneer Resources, Hawthorne Timber Company i Weger Holdings constitueixen la majoria de la resta. Com passa amb la majoria de les conques hidrogràfiques de la costa nord de Califòrnia, el problema ecològic més important de la zona és l'augment de l'erosió causada per l'explotació forestal, que condueix a una sedimentació excessiva al riu i als seus afluents. En conseqüència, des del 2003, el Big River està catalogat com a deteriorat pel que fa la temperatura i els sediments d'acord a la secció 303 (d) de la Clean Water Act. Els embassaments antics abandonats continuen bloquejant la migració aigües amunt dels salmònids en reproducció. La gestió actual de la conca hidrogràfica del riu Big té com a objectiu millorar l'hàbitat dels salmònids alhora que es manté recollida de fusta mitjançant pràctiques millorades de pràctiques silvícoles. Les pràctiques modernes de recol·lecció de fusta i el manteniment regular de les carreteres han conduït a una reducció de la sedimentació i han permès la tala continuada en el 55% de la conca hidrogràfica.